# 모토야마촌 (효고현)
모토야마촌(일본어: 本山村)은 일본 효고현 무코군에 있던 촌이다. 1889년에 탄생한 촌으로, 처음엔 우바라군 후 무코군에 속해 있다가 1950년에 고베시 히가시나다구의 일부(모토야마 지역)에 편입되었다

## 역사
- 1889년 4월 1일 - 정촌제 시행에 수반해 우바라군 모토야마촌이 성립하였다.
- 1896년 4월 1일 - 무코군이 성립하여 소속이 변경되었다.
- 1950년 10월 10일 - 히메지시 히가시나다구에 편입해 동일 모토야마촌은 폐지되었다.

## 참고문헌
- 大日本篤農家名鑑編纂所編『大日本篤農家名鑑』大日本篤農家名鑑編纂所、1910年。
- 武庫郡教育会 編『武庫郡誌』1921年。
- 編著者 道谷卓 編『うはらの歴史再発見 〜ちょっと昔の東灘〜』東灘復興記念事業委員会、東灘区役所、2000年。
- 『本山村誌』本山村、1953年。